# Abejas de León
O Abejas de León é um clube profissional de basquetebol situada na cidade de León, Guanajuato, México que disputa atualmente a LNBP. Manda seus jogos na Domo de la Feria com capacidade de 4.463 espectadores.